# Euxoa venosa
Euxoa venosa är en fjärilsart som beskrevs av Stephens 1829. Euxoa venosa ingår i släktet Euxoa och familjen nattflyn. Inga underarter finns listade i Catalogue of Life.